# Падт, Серджио
Се́рджо Винче́нцо Робе́рто Падт (нидерл. Sergio Vincenzo Roberto Padt; родился 6 июня 1990 года, Харлем, Нидерланды) — нидерландский футболист, вратарь болгарского клуба «Лудогорец».

## Клубная карьера
Падт — воспитанник клубов «Панкратиус», «Хофддорп» и столичного «Аякса». В 2010 году для получения игровой практики Серджио на правах аренды был отдан в «Харлем». 22 января в матче против «Эксельсиора» он дебютировал в Эрстедивизи. Летом того же года Падт был арендован «Гоу Эхед Иглз». 16 августа в матче против роттердамской «Спарты» он дебютировал за новую команду. Летом 2011 года Серджио был продан «Аяксом» в бельгийский «Гент». 27 ноября в матче против «Генка» он дебютировал в Жюпиле лиге. 
Летом 2014 года Падт вернулся на родину, подписав контракт с «Гронингеном». 10 августа в матче против своего бывшего клуба «Гоу Эхед Иглз» он дебютировал в Эредивизи. В 2015 году Серджио помог клубу завоевать Кубок Нидерландов. 

## Международная карьера
В 2007 году в составе юношеской сборной Нидерландов Падт принял участие в юношеском чемпионате Европы в Бельгии. 

## Достижения
Клубные
«Гронинген»
- Обладатель Кубка Нидерландов — 2014/15